# Cosmos 335
Cosmos 335 (en cirílico, Космос 335) fue un satélite artificial experimental soviético perteneciente a la clase de satélites DS (el único de tipo DS-U1-R) y lanzado el 24 de abril de 1970 mediante un cohete Cosmos-2I desde el cosmódromo de Kapustin Yar.

## Objetivos
Cosmos 335 fue lanzado para realizar estudios en el rango espectral de las ondas de radio en el rango UF.
El propósito declarado por la Unión Soviética ante la Organización de las Naciones Unidas en el momento del lanzamiento era realizar "investigaciones de la atmósfera superior y el espacio exterior".

## Características
El satélite tenía una masa de 400 kg (aunque otras fuentes indican 295kg) y fue inyectado inicialmente en una órbita con un perigeo de 254 km y un apogeo de 415 km, con una inclinación orbital de 48,7 grados y un periodo de 99,97 minutos.
Cosmos 335 reentró en la atmósfera el 22 de junio de 1970.